# Międzynarodowy Dzień Ochrony Warstwy Ozonowej
Międzynarodowy Dzień Ochrony Warstwy Ozonowej, ang. International Day for the Preservation of the Ozone Layer - coroczne święto ustanowione przez Zgromadzenie Ogólne ONZ 19 grudnia 1994 roku (rezolucja 49/114) obchodzone 16 września w rocznicę podpisania Protokołu Montrealskiego (1987) w sprawie substancji zubożających warstwę ozonową.
Obchody Dnia mają na celu propagowanie działań służących realizacji celów Protokołu i jego aneksów w sprawie ochrony warstwy ozonowej, która chroni Ziemię i życie na niej przed nadmiernym promieniowaniem słonecznym.